# Sphaerodactylus exsul
Sphaerodactylus exsul — вид геконоподібних ящірок родини Sphaerodactylidae. Ендемік Гондурасу.

## Поширення і екологія
Sphaerodactylus exsul відомі за типовим зразком, зібраним на Лебединих островах в групі островів Іслас-де-ла-Байя.